# Interstate 30
Interstate 30 (I-30) é uma importante rodovia interestadual que atravessa os estados do Texas e do Arkansas, no sul dos Estados Unidos. A I-30 percorre 590,24 km, iniciando na I-20 em Aledo, Texas, a oeste de Fort Worth, atravessando Dallas e Texarkana, Texas, até a I-40 em North Little Rock, Arkansas.  A rodovia é paralela à U.S. Route 67 (US 67), com exceção da parte a oeste do centro de Dallas (que já fez parte da I-20). Entre os terminais, a I-30 tem interseções com a I-35W, a I-35E e a I-45. A I-30 é conhecida como Tom Landry Freeway entre a I-35W e a I-35E, no complexo metropolitano de Dallas-Fort Worth.